# Es (psicologia)

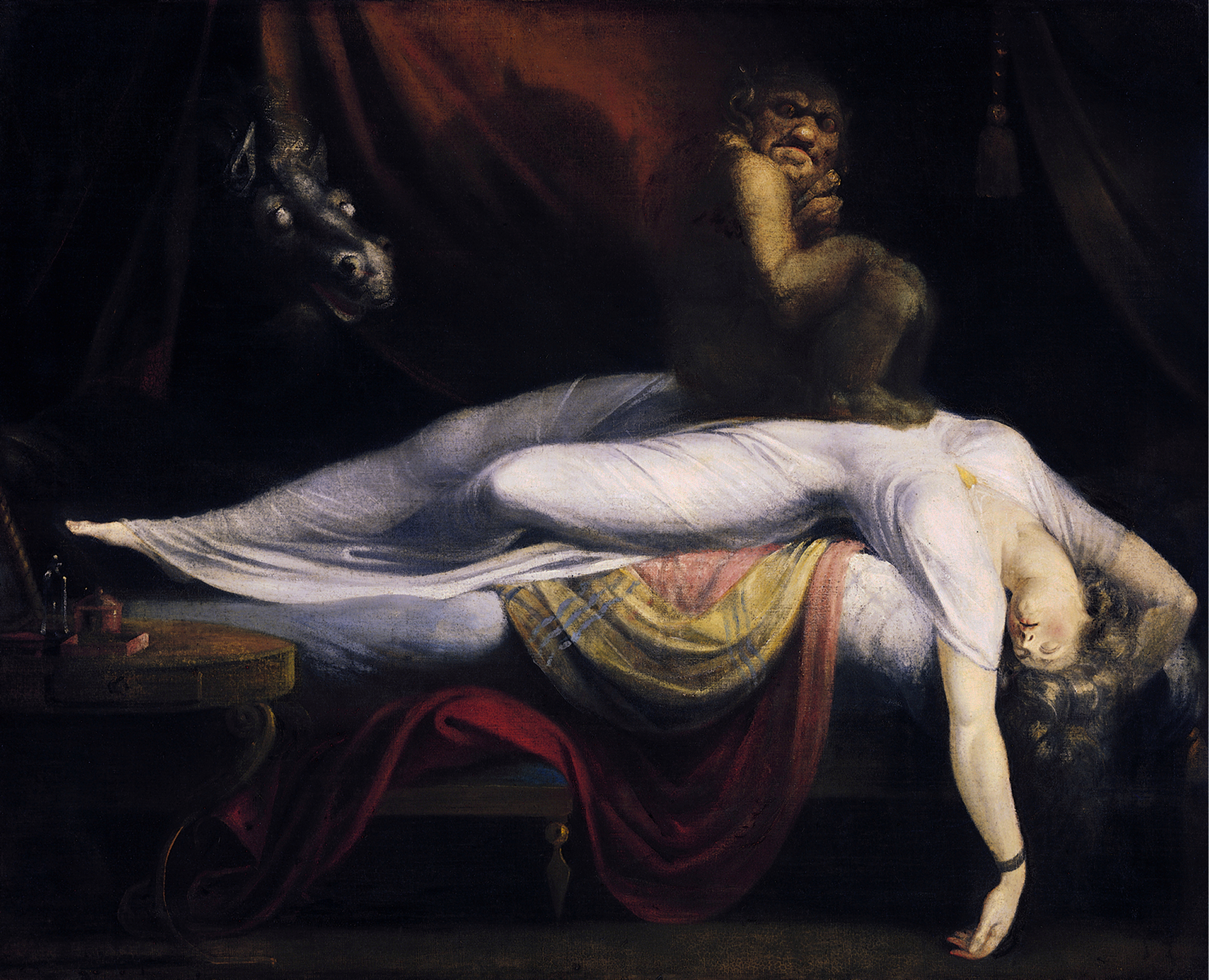
Incubo, di Johann Heinrich Füssli

L'Es (o Id), corrispondente al pronome italiano «esso», secondo la teoria psicoanalitica di Sigmund Freud è quella istanza intrapsichica che «rappresenta la voce della natura nell'animo dell'uomo». L'Es, infatti, contiene quelle spinte pulsionali di carattere erotico (Eros), aggressive e auto-distruttive (Thanatos, benché Freud non abbia mai utilizzato questo termine nei suoi scritti), che sono il modo umano in cui gli istinti si sono evoluti. È l'istanza intrapsichica più arcaica della nostra mente ed è definito anche inconscio (a differenza dell'Io che è parzialmente inconscio ma contiene anche la maggior parte degli elementi consci). 
L'Es, secondo la teorizzazione psicoanalitica, consiste di istinti che rappresentano la riserva individuale di energia psichica. Per Freud uno degli istinti primari, e una delle fonti primarie di energia psichica, è quello sessuale. 
Il termine fu introdotto da Freud nel 1923 in L'Io e l'Es, mutuandolo però dal lavoro di Georg Groddeck, il quale aveva iniziato ad usarlo indicando con esso le "forze ignote e incontrollabili" da cui "noi veniamo vissuti". Das Es esprime chiaramente il carattere di oggettività, impersonalità dei bisogni pulsionali vissuti come estranei alla parte cosciente della personalità. La comparsa di tale termine coincide con un'importante evoluzione del pensiero freudiano, e cioè con la nuova "teoria strutturale" dell'apparato psichico. 
È bene precisare che l'Es, nella metapsicologia legata alla teoria strutturale, non è inferiore all'Io, e possiede una capacità di ritenzione dei ricordi estremamente sviluppata; anzi, per maggiore precisione, esso è in grado di immagazzinare un'enorme quantità di ricordi rimossi (soprattutto infantili).
Proprio per questo motivo, secondo Freud, la sua attività può essere causa di nevrosi, ovvero di disturbi che scaturiscono dal conflitto tra elementi coscienti (Io) e ricordi che il Super Io non vorrebbe rievocare.